# Kawasaki GPZ 1000 RX

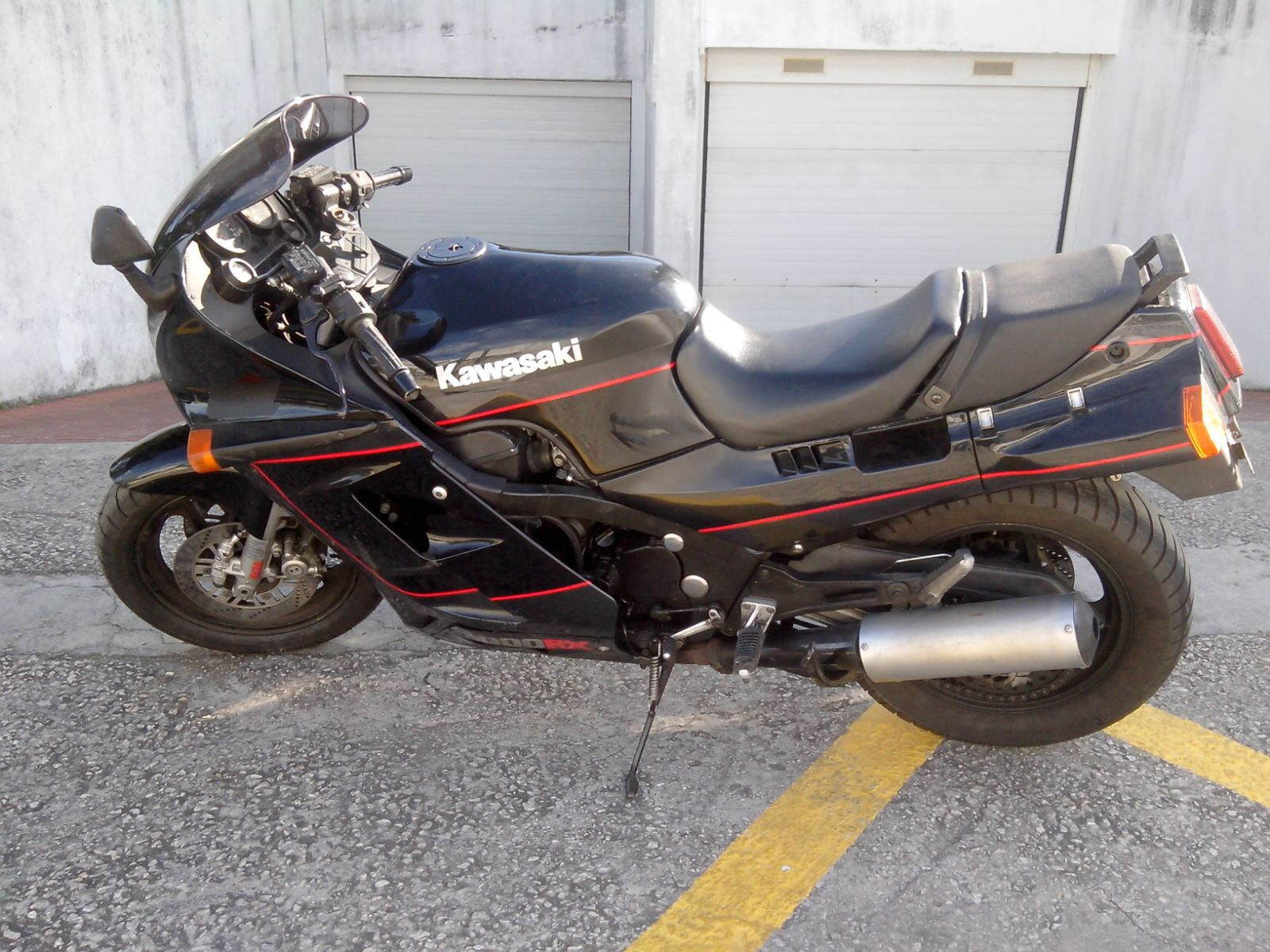
Kawasaki GPZ 1000 RX

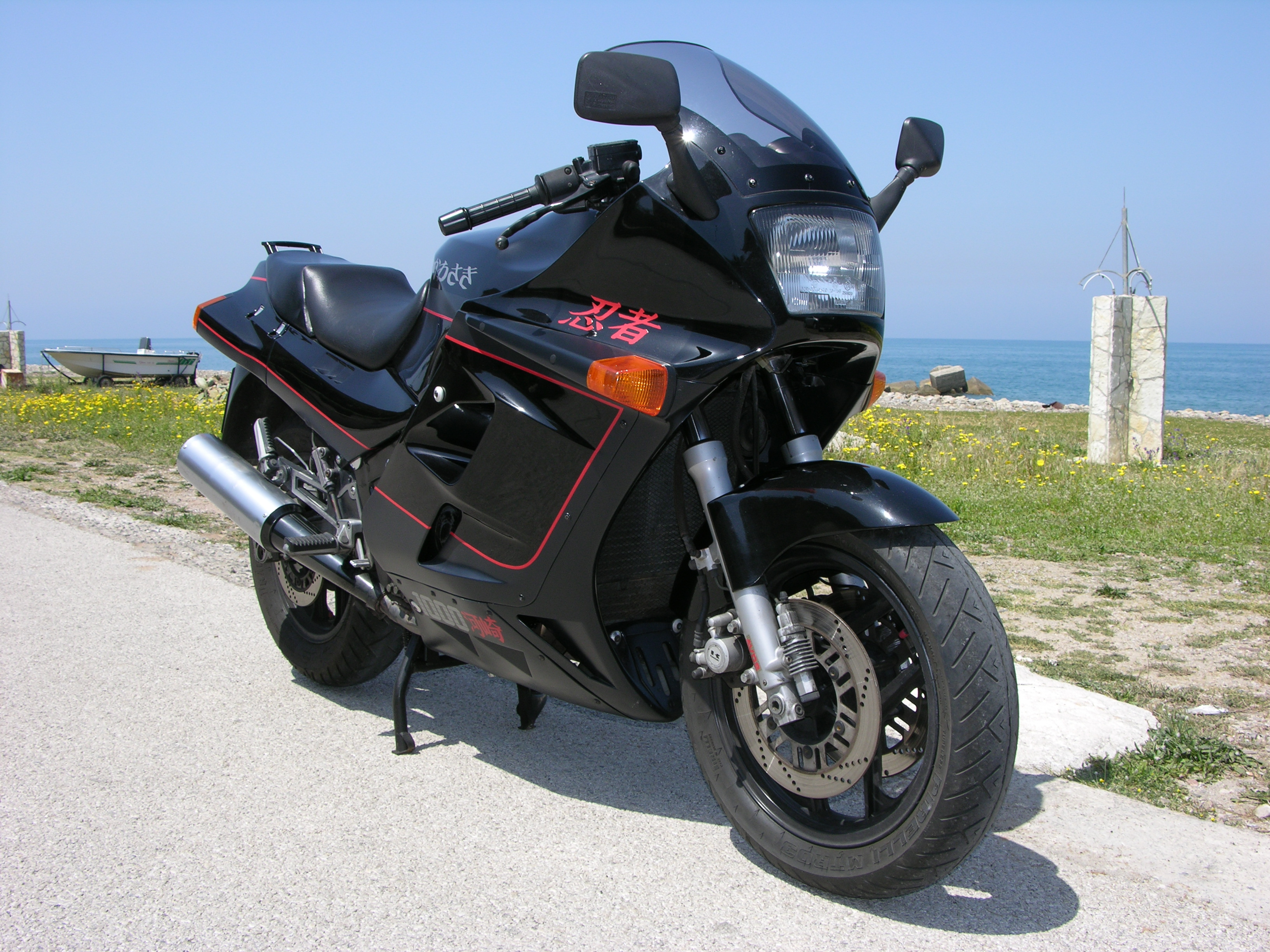
Kawasaki GPZ 1000 RX, seitlich vorn

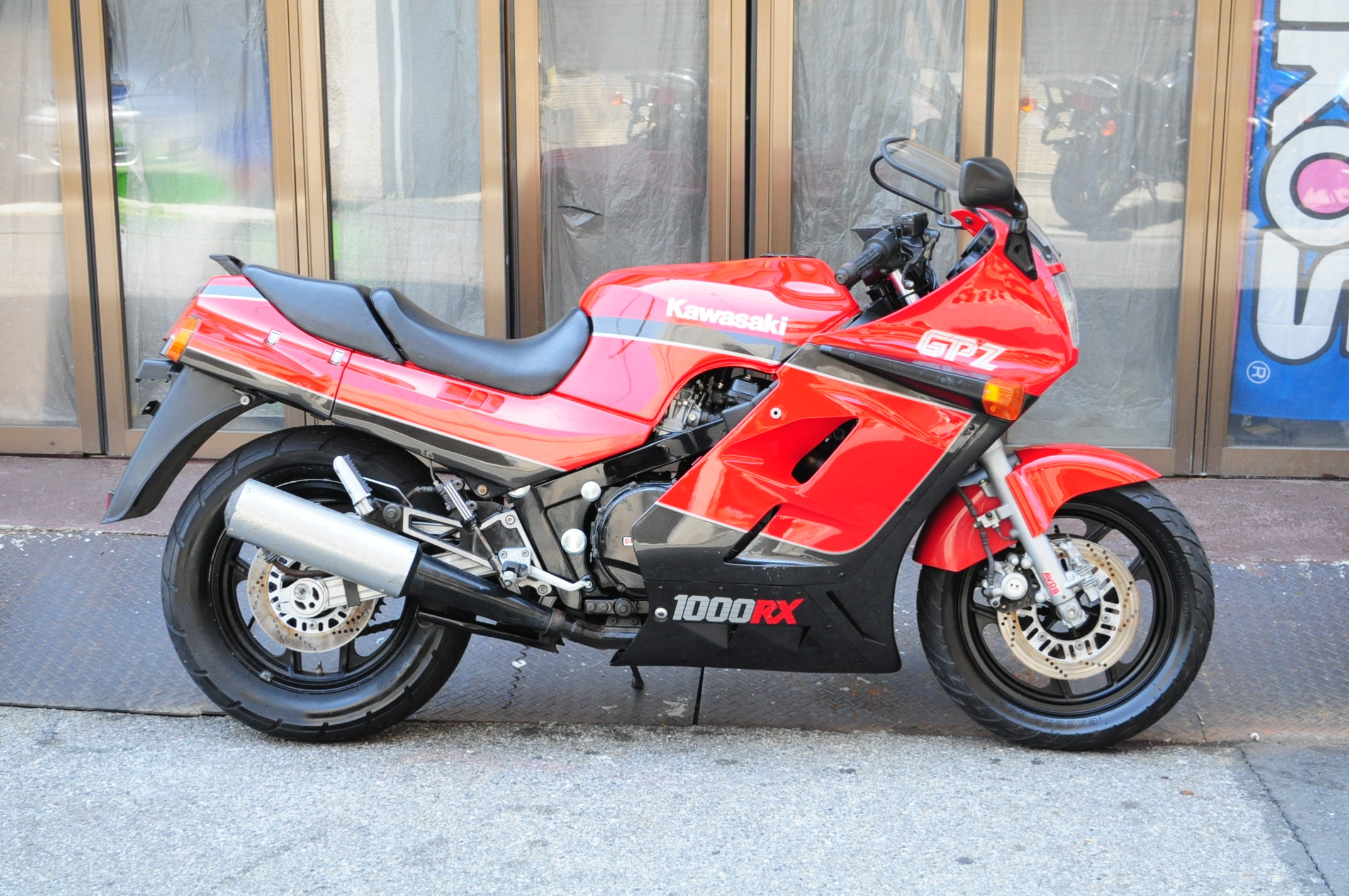
Kawasaki GPZ 1000 RX, rot

Die Kawasaki GPZ 1000 RX war ein Motorrad, das Kawasaki Heavy Industries bauten und von 1986 bis 1988 verkauften. Es war das Nachfolgemodell der Kawasaki GPZ 900 R. Der Öffentlichkeit wurde die Maschine zum ersten Mal im Herbst 1985 auf dem Salzburgring präsentiert.
Wie ihre Vorgängerin wurde das Modell als schnellstes Serienmotorrad der Welt vermarktet. Es war wahlweise in Rot, Blau oder Schwarz erhältlich. Ausgerüstet mit 16-Zoll-Rädern (wie das Vorgängermodell) war die Größe der Vorderrades die gleiche wie die der Kawasaki GPZ 900 R, das Hinterrad jedoch mit einer Größe von 150/80 V 16 breiter. Der Motor wurde von einem Doppelschleifen-Rahmen aus Vierkantstahlrohren getragen, der Rahmen des Hecks war aus Aluminium.
Mit 74 mm Bohrung und 58 mm Hub ergab sich ein Hubraum von 997 cm³, die Verdichtung wurde im Vergleich zur Vorgängerin auf 10,2 : 1 reduziert. Die ungedrosselte Version leistete 125 PS bei 9500/min, das maximale Drehmoment lag bei 99 Nm bei 8500/min.
Das Nachfolgemodell war ab 1988 die Kawasaki ZX-10 Tomcat.